# Olaf Lurvik

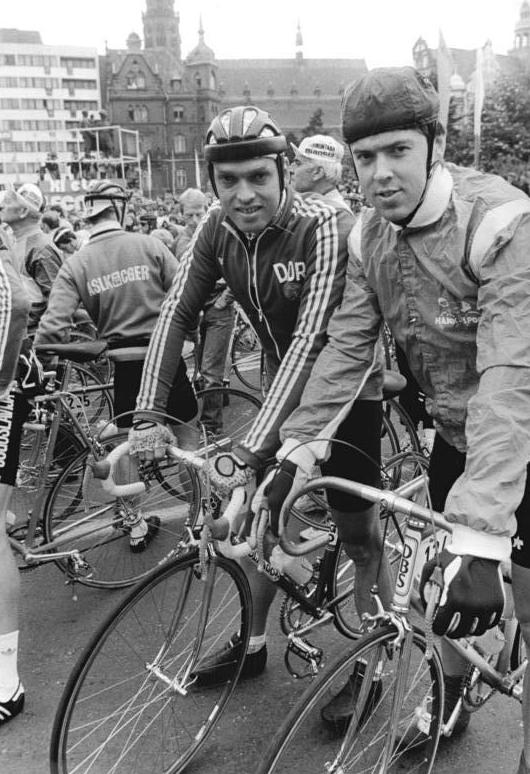
Olaf Lurvik mit Olaf Ludwig (links) (1987)

Olaf Lurvik (* 23. September 1963 in Trondheim) ist ein ehemaliger norwegischer Radrennfahrer und nationaler Meister im Radsport.

## Sportliche Laufbahn
Lurvik war im Bahnradsport und im Straßenradsport aktiv. Er wurde 1985 nationaler Meister in der Mannschaftsverfolgung. Mit ihm gewannen Atle Kvålsvoll, Terje Gjengaard und Terje Alstad den Titel. In der Norwegen-Rundfahrt wurde er Zweiter hinter Henk Lubberding.
1987 gewann er mit Atle Kvålsvoll, Morten Sæther und Kjetil Kristiansen den Titel im Mannschaftszeitfahren bei den Meisterschaften der Nordischen Länder.
1987 war seine erfolgreichste Saison als Amateur. Er gewann das Eintagesrennen Ringerike Grand Prix, das Etappenrennen Tour de la Somme in Frankreich mit drei Etappensiegen. Dazu kamen die Erfolge in den Rennen Paris–Vierzon und Paris–Connerré. In der Internationalen Friedensfahrt startete er zweimal. 1987 wurde er 15., 1984 war er ausgeschieden.
1988 wurde er Berufsfahrer im Radsportteam Z-Peugeot, fuhr 1990 einige Monate wieder als Amateur und blieb dann bis 1991 als Radprofi aktiv. 1988 gewann Lurvik die nationale Meisterschaft im Straßenrennen der Profis vor Dag Otto Lauritzen. 1989 siegte er vor Atle Pedersen.
1990 siegte er in der Norwegen-Rundfahrt vor Dag Erik Pedersen. Er gewann in der Saison 1990 auch die Rennen Paris–Chany und Paris–Lan. Auch die Tour de Vendée entschied er für sich.
Zweite Plätze holte er in den Rennen Paris–Évreux, Paris–Ézy, Paris–Auxerre und der Ronde de l’Oise, sowie bei Paris–Camembert 1991. In der Tour de France 1991 wurde er 73. der Gesamtwertung.

## Berufliches
Von 1994 bis 1996 war er als Nationaltrainer der norwegischen Straßenfahrer tätig.